# حرب إنجلترا وساستوما

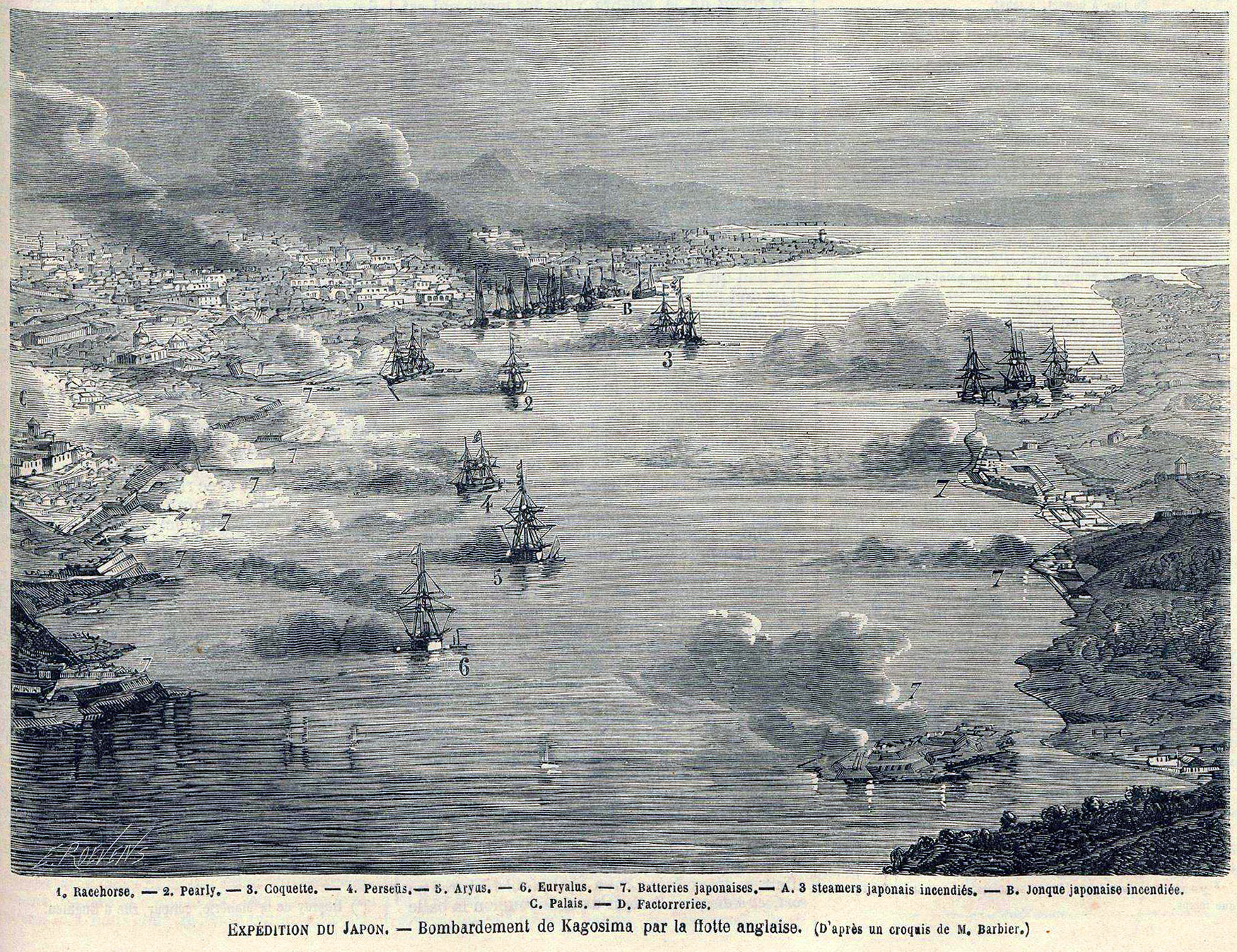
رسم من المعركة البحرية

حرب إنجلترا وساستوما (باليابانية: 薩英戦争) (بالإنجليزية: Anglo-Satsuma War)‏ ، هي معركة حربية بحرية حدثت بين قبيلة ساستوما الإقطاعية وبين القوات البحرية البريطانية ، كانت القوات القبلية تملك 3 سفن حربية وأما البريطانية فتزيد عن 7 سفن حربية ، وكانت النتيجة أصيبت 3 سفن بريطانية ومقتل العشرات من فيها وانتصار ياباني برغم تعرض سفنه المصابة.